# 山崎さやか (サッカー選手)
山崎 さやか（やまざき さやか、1985年1月22日 - ）は、東京都出身の元女子サッカー選手。ポジションはディフェンダー。

## 来歴
小平サッカークラブに所属していた2002年7月、カナダで行われる2002 FIFA U-19女子世界選手権に臨むU-19日本代表に選出された。
その後は早稲田大学でプレーし、2003年夏季ユニバーシアードの日本代表に選出された。

## 代表歴
- U-19日本代表
  - 2002 FIFA U-19女子世界選手権; ベスト8
- ユニバーシアード日本代表
  - 2003年夏季ユニバーシアード; 準優勝